# Hidesaburō Hanafusa

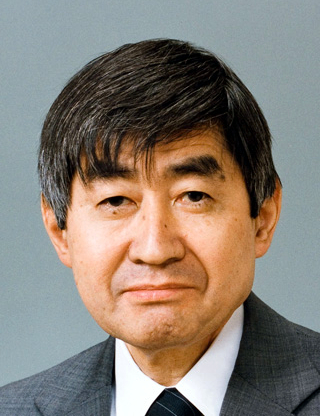
Hidesaburō Hanafusa

Hidesaburō Hanafusa (japanisch 花房 秀三郎, Hanafusa Hidesaburō; * 1. Dezember 1929 in Nishinomiya; † 15. März 2009 in Osaka) war ein japanischer Genetiker und Molekularbiologe und Professor an der Rockefeller University in New York City.
Er gilt als einer der Entdecker der Onkogene und einer der Pioniere der Erforschung der Retroviren. Schwerpunkt seiner mehr als fünf Jahrzehnte währenden Forschungen waren virusbedingte Krebserkrankungen.

## Leben
Hanafusa erwarb 1960 an der Universität Osaka einen Ph.D. in Biochemie. Bereits als Student heiratete er Teruko Inoue, mit der er später auch wissenschaftlich zusammenarbeitete. Das Paar hatte eine Tochter. 1961 ging Hanafusa an das Labor von Harry Rubin an der University of California, Berkeley. Von 1964 bis 1966 war er Gastforscher am Collège de France in Paris, bevor er die Leitung des Labors für virale Onkologie am Public Health Research Institute in New York City übernahm. 1973 wurde Hanafusa Professor für molekulare Onkologie an der Rockefeller University in New York City. Nach seiner Emeritierung 1998 ging er nach Japan zurück, wo er bis 2008 das Osaka Bioscience Institute leitete. Nach dem Tode seiner ersten Frau (1996) heiratete Hanafusa ein zweites Mal. Am 15. März 2009 starb Hidesaburo Hanafusa an Leberkrebs, einem Tumor, der oft durch Viren ausgelöst wird.

## Auszeichnungen (Auswahl)
- 1981 Howard Taylor Ricketts Award
- 1982 Albert Lasker Award for Basic Medical Research[1]
- 1983 Asahi-Preis
- 1985 Ausländisches Mitglied der National Academy of Sciences der Vereinigten Staaten
- 1991 Ernennung zum Bunka Kōrōsha, zur Person mit besonderen kulturellen Verdiensten
- 1993 Alfred P. Sloan, Jr. Prize[2]
- 1995 Japanischer Kulturorden
- 2000 Mitglied der Japanischen Akademie der Wissenschaften